# Conte di Dudley
Conte di Dudley è un titolo nobiliare inglese nella Parìa del Regno Unito.

## Storia

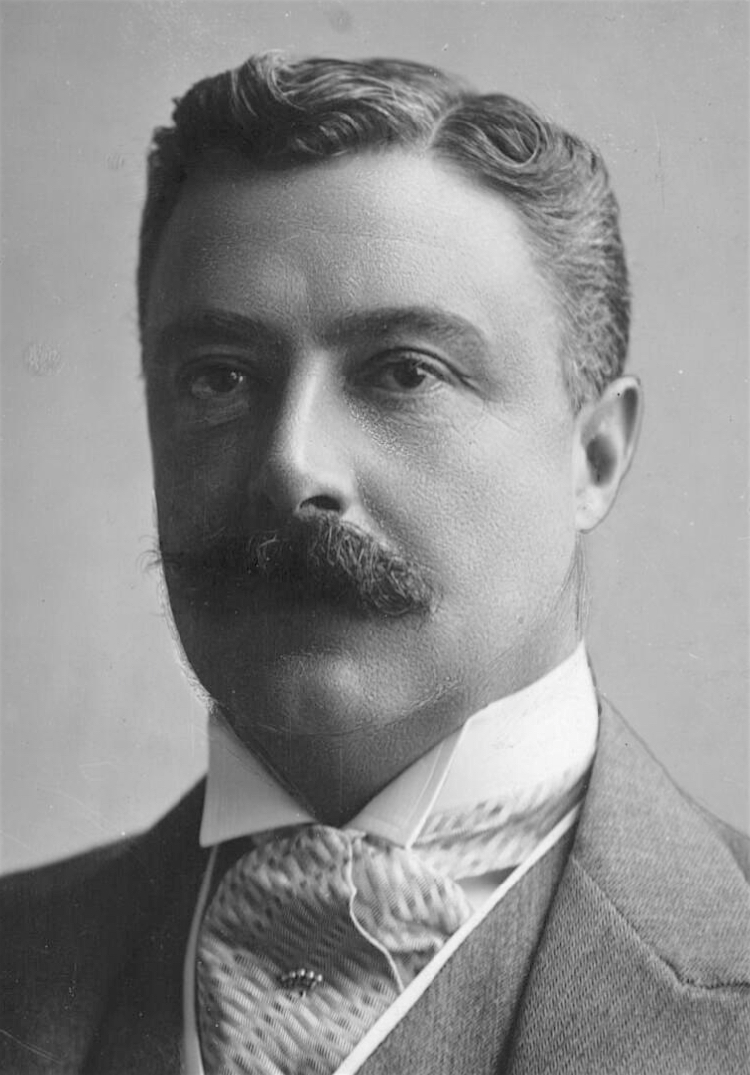
William Ward, II conte di Dudley.

Il titolo venne creato nella storia due volte sempre nella Parìa del Regno Unito, ena title that has been created twice in the Peerage of the United Kingdom, sempre per la famiglia Ward. Questa famiglia discende da sir Humble Ward, figlio delricco gioielliere di re Carlo I. Questi sposò Frances Dudley, VI baronessa baronessa Dudley, figlia di sir Ferdinando Dudley, figlio primogenito di Edward Sutton, V barone Dudley (vedi Barone Dudley per la storia della famiglia Sutton). Frances ottenne da suo nonno lord Dudley il permesso di sposarsi per riscattare la pesante ipoteca gravante sulle residenze di famiglia. Nel 1644 il marito di Frances, sir Humble Ward venne elevato nella Paria d'Inghilterra di suo diritto col titolo di Barone Ward, di Birmingham nella Contea di Warwick. In contrasto con la baornia di Dudley, che venne creata come parìa ereditaria, questa nuova parìa venne creata con una lettera patente e trasmissione unicamente maschile. Lady Dudley e lord Ward vennero entrambi succeduti dal loro figlio Edward, il VII e II barone rispettivamente. Questi venne succeduto dal nipote, l'VIII e III barone. Questi era figlio di William Ward. Alla prematura morte di lord Dudley e Ward i titoli passarono a suo figlio postumo, il IX e IV barone. Questi morì in giovane età senza eredi e venne succeduto da suo zio, il X e V barone.
Alla sua morte nel 1740 le due baronie si separarono. La baronia di Dudley, che poteva essere trasmessa anche per via femminile, venne ereditata dal nipote dell'ultimo barone Ferdinando Dudley Lea (vedi Barone Dudley per la successiva storia di questo titolo). Nella baronia di Ward, concedibile solo per via maschile, venne succeduto dal cugino di secondo grado John Ward, che divenne pertanto VI barone Ward. Questi era nipote di William Ward (m. 1714), figlio secondogenito del I barone. Lord Ward aveva già rappresentato Newcastle under Lyme alla camera dei comuni. Nel \1763 venne creato Visconte Dudley e Ward, di Dudley nella contea di Worcester, nella Parìa di Gran Bretagna. Venne succeduto dal figlio primogenito avuto dal suo primo matrimonio, il II visconte, il quale fu membro del parlamento per Marlborough e Worcestershire e morì senza eredi. Alla sua morte pertanto i suoi titoli passarono al fratellastro, il III visconte, che fu anch'egli membro del parlamento per Worcestershire. Questi venne succeduto da suo figlio, il IV visconte, che fu un politico e prestò servizio come Segretario degli Esteri dal 1827 al 1828. Nel 1827 venne creato Visconte Ednam, di Ednam nella contea di Roxburgh, e Conte di Dudley, di Dudley Castle nella contea di Stafford. Entrambi i titoli vennero creati nella Parìa del Regno Unito.
Lord Dudley morì senza eredi nel 1833 e le due vicecontee e la contea si estinsero. Venne succeduto invece nella baronia di Ward da un suo cugino di secondo grado, il reverendo William Humble Ward, il X barone. Questi era nipote del reverendo William Ward, fratello minore del I visconte Dudley e Ward. Venne succeduto dal figlio primogenito, l'XI barone. Nel 1860 la vicecontea di Ednam e la contea di Dudley vennero rinnovate ed egli venne creato appunto Visconte Ednam, di Ednam nella contea di Roxburgh, e Conte di Dudley, di Dudley Castle nella contea di Stafford. Entrambi i titoli vennero creati nella parìa del Regno Unito. Alla sua morte i titoli passarono al figlio primogenito, il II conte, il quale fu un politico conservatore e prestò servizio come Lord Luogotenente d'Irlanda dal 1902 al 1905 durante il piano dell'Irish Reform Association per la devolution in Irlanda, e fu Governatore Generale dell'Australia dal 1908 al 1911. Venne succeduto dal figlio primogenito, il III conte, che fu parlamentare e rappresentò le costituenti di Hornsey e Wednesbury alla camera dei comuni tra le file dei conservatori. Il III conte morì a Parigi il 26 dicembre 1969 e venne succeduto dal figlio primogenito, il IV conte, che mantenne uniti i titoli sino alla sua morte il 16 novembre 2013, quando venne succeduto da suo figlio, il V conte.

## Baroni Ward (1644) di Birmingham
- Humble Ward, I barone Ward (1614–1670)
- Edward Ward, VII barone Dudley, II barone Ward (1631–1701)
- Edward Ward, VIII barone Dudley, III barone Ward (1683–1704)
- Edward Ward, IX barone Dudley, IV barone Ward (1704–1731)
- William Ward, X barone Dudley, V barone Ward (1680–1740)
- John Ward, VI barone Ward (1700–1774) (creato Visconte Dudley e Ward nel 1763)

## Visconti Dudley e Ward (1763)
- John Ward, I visconte Dudley e Ward (1700–1774)
- John Ward, II visconte Dudley e Ward (1725–1788)
- William Ward, III visconte Dudley e Ward (1750–1823)
- John William Ward, IV visconte Dudley e Ward (1781–1833) (creato Conte di Dudley nel 1827)

## Conti di Dudley, I creazione (1827)
- John William Ward, I conte di Dudley (1781–1833)

## Baroni Ward (1644; ripristinato)
- William Humble Ward, X barone Ward (1781–1835)
- William Ward, XI barone Ward (1817–1885) (creato Conte di Dudley nel 1860)

## Conti di Dudley, II creazione (1860)
- William Ward, I conte di Dudley (1817–1885)
- William Humble Ward, II conte di Dudley (1867–1932)
- William Humble Eric Ward, III conte di Dudley (1894–1969)
- William Humble Davis Ward, IV conte di Dudley (1920–2013)
- William Humble David Jeremy Ward, V conte di Dudley (n. 1947)

L'erede presunto è il fratellastro dell'attuale detentore del titolo, Leander Grenville Dudley Ward (n. 1971).